# Whitchurch, Buckinghamshire
Whitchurch är en ort och civil parish i Storbritannien.   Den ligger i kommunen Buckinghamshire och riksdelen England, i den södra delen av landet, 60 km nordväst om huvudstaden London. Whitchurch ligger 142 meter över havet och antalet invånare är 932.
Terrängen runt Whitchurch är huvudsakligen platt. Whitchurch ligger uppe på en höjd.Runt Whitchurch är det tätbefolkat, med 356 invånare per kvadratkilometer. Närmaste större samhälle är Aylesbury, 7,4 km söder om Whitchurch. Trakten runt Whitchurch består till största delen av jordbruksmark.